# Георг Кьолер
 Георг Жан Франц Кьолер (на немски: Georges Jean Franz Köhler) е германски биолог. Заедно със Сезар Милстейн и Нилс Кай Йерне, Кьолер печели Нобелова награда за физиология или медицина през 1984 г. за „работа върху имунната система и производството на моноклонални антитела“. Техниката на Милстейн и Кьолер за производство на моноклонални антитела поставя основата за използването на антителата за диагностика, терапия и много други научни приложения.

## Биография
Кьолер е роден в Мюнхен на 17 април 1946 г. Баща му, Карл, е германец, а майка му, Раймон, е от френски произход.
През април 1974 г. Кьолер започва следдокторска изследователска стипендия в Лабораторията по молекулярна биология в Кеймбридж, Обединеното кралство, където започва да работи със Сезар Милстейн по разработването на лабораторен инструмент, който да им помогне да изследват механизма, който е в основата на разнообразието от антитела. По време на тази работа те изобретяват своята хибридомна техника за производство на антитела. Кьолер продължава да работи по техниката, когато се завръща в Базелския институт по имунология през април 1974 г. Той остава в Базелския институт още девет години, през които време продължава да изследва разнообразието от антитела. През 1986 г. Кьолер става директор на Института по имунобиология „Макс Планк“, където работи до смъртта си през 1995 г.  Умира във Фрайбург вследствие на сърдечно заболяване.

## Личен живот
По време на следването си Кьолер се запознава с Клаудия Райнтиес, която по това време е асистентка на лекар. Двамата се женят през 1968 г. Имат три деца: Катарина, Лусия и Фабиан.